# Sofia Dyminski
Sofia Winklewski Dyminski (Zofia Dyminski z domu Winklewska) (ur. 1918 w Orenburgu, zm. 21 stycznia 2011 w Kurytybie) – polska malarka polojnijna żyjąca w Brazylii.
Urodziła się w polskiej rodzinie, która z Rosji Radzieckiej wyjechała do Warszawy, a następnie w 1929 do Brazylii. Początkowo mieszkała w São Paulo, ale w 1933 razem z rodziną zamieszkała w Paranaguá. W 1950 Sofia Dyminski zamieszkała w Kurytybie i rozpoczęła studia w szkole sztuk pięknych, gdzie jej nauczycielami byli m.in. Guido Viaro, Adalice Araujo i Fernando Calderari. Wielokrotnie wystawiała swoje prace, które przedstawiały pejzaże, kompozycje kwiatowe, częstym motywem był krajobrazy nadmorskie. Zasiadała w jury IV Salonu Artists Banestado, w 1982 została wyróżniona jako honorowy mieszkaniec miasta Kurytyba. W 2000 w uznaniu dorobku artystycznego w pięćdziesiątą rocznicę działalności na rzecz sztuki uhonorowano Sofię Dyminski nadając jej tytuł kawalera Orderu Krzyża Południa, wręczenie odznaczenia miało miejsce na Uniwersytecie Federalnym stanu Parana. W 2010 ukazała się przetłumaczona przez malarkę z polskiego na portugalski książka księdza Zygmunta Chełmickiego „W Brazylii. Notatki z podróży”.